# Rubin Mass
Rubin Mass (hebräisch רובי מסה; geboren 10. Juni 1894 in Vištytis (Wischtinetz), Russisches Kaiserreich; gestorben 2. Juni 1979 in Jerusalem) war ein deutsch-israelischer Verleger.

## Leben

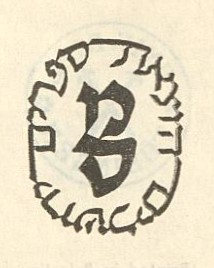
Verlagssignet (1945)

Rubin Mass’ Eltern Nehemia Mass und Haya Sara Barkowsky zogen 1906 aus dem russisch okkupierten Litauen nach Königsberg in Ostpreußen (heute Kaliningrad). Der Sohn besuchte dort die Mittelschule. Ab 1914 lebte er in Berlin und absolvierte von 1915 bis 1918 eine Buchhändlerlehre bei Louis Lamm in der Neuen Friedrichstraße 61–63. Bis 1920 arbeitete er als Korrektor eines deutsch-hebräischen Wörterbuchs beim „Menorah Verlag“ und danach bis 1926 beim „Jalkut Verlag und Buchhandlung“. 1926 erwarb er von Bendit Kahan die Jalkut Buchhandlung und führte sie unter seinem eigenen Namen in der Charlottenburger Kantstraße 46 weiter. Die Gründung des Verlags Mass datierte er selbst auf das Jahr 1927. Mass organisierte Lesungen hebräischer Autoren und brachte 1929 einen hebräischen Literaturkatalog heraus. Er heiratete die gleichaltrige Hanna Heiman (1894–1985), die gebürtig aus Duisburg stammte, und wurde Vater zweier Söhne: Der 1922 geborene Sohn Jonathan (gest. 2003) wurde ein führender israelischer Raumfahrtforscher, der 1923 geborene Sohn Daniel fiel 1948 im Israelischen Unabhängigkeitskrieg.
Nach der Machtergreifung der Nationalsozialisten floh Mass 1933 mit seiner Familie nach Palästina. Sein Berliner Buchgeschäft wurde von seinem Mitarbeiter Aron Sztejnberg (1899–?) übernommen und von diesem unter den Bedingungen der zunehmenden Judenverfolgung im nationalsozialistischen Deutschland bis 1938 auf eigene Rechnung weitergeführt.
Mass gründete 1933 in Tel Aviv mit geliehenem Geld das „Rubin Mass Publishing House“. Auf Basis eines Kommissionsvertrags übernahm er außerdem den Vertrieb des aus Deutschland nach Palästina transferierten Schocken Verlags. Mass' Verlag entwickelte sich zu einem führenden israelischen Verlag. Unter den Autoren, die er verlegte, waren Martin Buber, Nathan Feinberg, Ismar Freund, Anatole Goldstein, Antoni Krzewina, Abraham Schlesinger und Jehuda Louis Weinberg. Mass engagierte sich im israelischen Verlegerverband.
Auf Mass gehen auch die zwei halb verkohlten Blätter aus Magnus Hirschfelds Geschlechtskunde (1926) zurück, die er am Abend der Berliner Bücherverbrennung, dem 10. Mai 1933. aus den erloschenen Flammen auf dem Berliner Opernplatz retten konnte und die er in der Jüdischen National- und Universitätsbibliothek in Jerusalem, heute Israelische Nationalbibliothek, deponierte.
Rubin Mass wurde 1972 zum Ehrenbürger von Jerusalem ernannt.

## Schriften (Auswahl)
- Hebraica: Systematischer Katalog der neuhebräischen Literatur. Mit Autoren und Titelregister. Geleitwort Simon Bernfeld. R. Mass, Berlin-Charlottenburg 1929.
- 30 Šana Hoṣaʾat Ruven Mas: Rešimat Sefarim. Jerusalem, 1957 (teilweise deutsch).
- Avraham Even-Shoshan (Hrsg.): Veim biGevurot. Fourscore Years. A Tribute to Rubin and Hannah Mass on Their Eighties Birthdays. Yedidim, Jerusalem 1974 (hebräisch).